# حلبة كوريا الدولية

مسار حلبة كوريا الدولية بكوريا الجنوبية

حلبة كوريا الدولية هي حلبة لرياضة سباق السيارات بطول 5،621 كم (3.492 ميل) وتقع في يونغام، جيولا الجنوبية، في كوريا الجنوبية، على بعد 400 كيلومتر إلى الجنوب من سيؤل وبالقرب من ميناء مدينة موكبو. والحلبة تستضيف سباق الجائزة الكبرى الكوري لسيارات الفورمولا واحد.
أعطيت مسؤولية تصميم الحلبة للمصمم الألماني هيرمان تيلك. شهدت الحلبة أول سباق لفورمولا واحد في 2010 وفق اتفاقية الاستضافة للسباق لمدة سبع سنوات مع خيار التمديد لخمس سنوات إضافية حتى 2021. كما تشهد الحلبة عودة سباق جائزة سوبر كوريا في عام 2010 في الفورمولا ثلاثة والتي استضافتها سابقا لآخر مرة مدينة تشانجوان في عام 2003.